# Echte landschildpadden
Echte landschildpadden (Testudo) zijn een geslacht van schildpadden uit de familie landschildpadden (Testudinidae). De groep werd vermeld door Carl Linnaeus in de tiende editie van Systema naturae uit 1758. 

## Verspreiding en leefgebied
De landschildpadden uit het geslacht Testudo zijn allemaal typisch landbewonende soorten die uitsluitend leven van planten, meestal grassen en bladeren. De soorten zijn zo goed op het land aangepast dat ze zouden verdrinken in diep water, en vaak leven in droge, warme omgevingen. De acht soorten komen vooral voor in Europa en Noord-Afrika, enkele soorten komen voor in Azië tot in China en het Midden-Oosten. In Noord- en Zuid-Amerika en Australië komt geen enkele soort voor.

## Taxonomie
Tegenwoordig telt het geslacht vijf soorten, maar een groot deel van alle schildpadden die zijn beschreven werden ooit tot Testudo gerekend, ook soorten uit andere families zoals moerasschildpadden. Zelfs totaal niet gelijkende soorten die zeer aquatisch zijn en nooit uit het water komen, zoals de Afrikaanse weekschildpad, werden ooit tot Testudo gerekend.
Twee soorten die nogal eens met elkaar verward worden zijn de Moorse landschildpad (Testudo graeca) en de Griekse landschildpad (Testudo hermanni). De soortaanduiding van de Moorse landschildpad, graeca, betekent "Grieks". Deze naam is aan de schildpad gegeven vanwege de vlektekening die lijkt op Griekse mozaïekmotieven.

## Soorten
Geslacht Testudo
- Soort Moorse landschildpad (Testudo graeca)
- Soort Griekse landschildpad (Testudo hermanni)
- Soort Vierteenlandschildpad (Testudo horsfieldii)
- Soort Egyptische landschildpad (Testudo kleinmanni)
- Soort Klokschildpad (Testudo marginata)